# Aeroportul Regional San Luis Valley
Aeroportul Regional San Luis Valley (IATA: ALS, ICAO: KALS, FAA LID: ALS) este un aeroport din Colorado, Statele Unite ale Americii ce deservește zona Alamosa⁠(d). Aeroportul a fost tranzitat în 2019 de 20.088 de pasageri.
Situat la o altitudine de 2.298 m, aeroportul dispune de 1 pistă.

## Infrastructură

### Piste
Aeroportul dispune de o singură pistă. Pista 02/20 are suprafața de asfalt și dimensiunile 8.519 picioare × 100 picioare. 